# HLSL2GLSL
HLSL2GLSL（全稱，也可簡寫作HLSL to GLSL），是一種命令列程式操作的程式庫，用作將以Direct3D9上使用高級著色器語言編寫的顯示核心渲染命令，轉換為OpenGL渲染語言的顯示核心渲染命令。
HLSL2GLSL最初由ATI公司開發，並在SourceForge上以BSD許可證釋出專案的原始碼。
ATI發布的最新版本是2006年發布的0.9版，不過2010年這個專案被復刻至Github，修復了一些問題，並添加了一些新功能，像是對OpenGL ES的支援。現時它也被Unity和OGRE用作將Cg/HLSL渲染命令轉換至GLSL，以在行動裝置平台上使用。
HLSL2GLSL並不是GPUOpen的一部分。
在XDC2014上，Matt Turner指出由於HLSL to GLSL的使用，圖形渲染程式變得越來越龐大臃腫並且情況越來越普遍，如shader-db。

## 腳註

## 外部連結
- HLSL2GLSL專案頁面
- HLSL2GLSL復刻專案頁面（页面存档备份，存于）